# 相愛信用組合
相愛信用組合（そうあいしんようくみあい）は、神奈川県愛甲郡愛川町に本店を置く信用組合。2011年（平成23年）5月6日をもって、半原信用組合より名称変更。金融機関コード・店番ともに変更はない。
名称である「相愛」は、近年の市町村合併による営業地域の拡大を機に、2008年に4市町村（愛川町・清川村・厚木市・相模原市）に在住あるいは在勤者を対象に新名称の公募を実施し、544名：1,008点の中から選ばれた。なお、新名称の使用開始時期についての協議を重ねた結果、2011年5月6日に決定した。

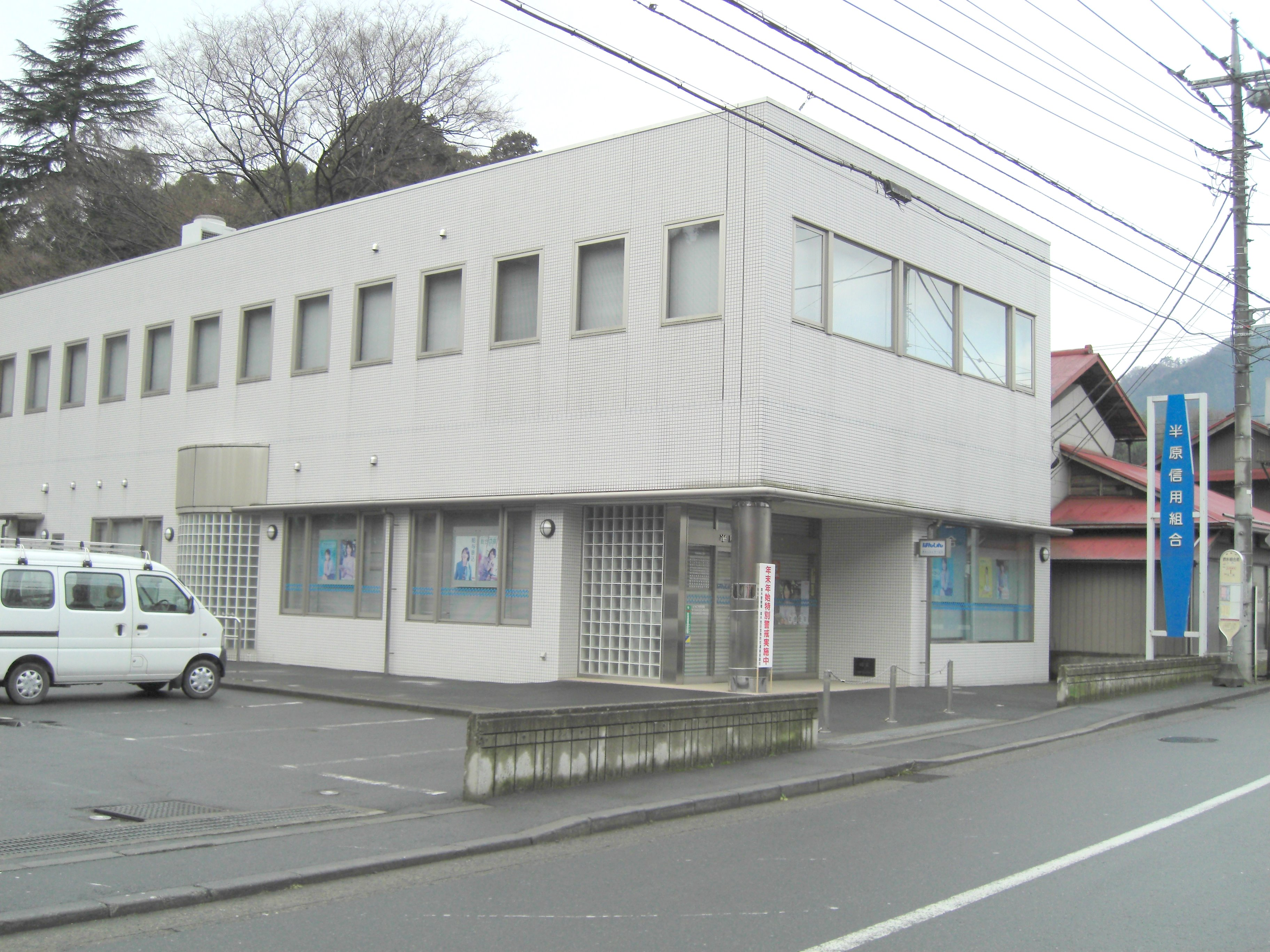
半原信用組合旧本店

## 沿革
- 1953年7月 半原商工信用組合として設立
- 1959年3月 愛川町収納代理店に指定
- 1960年
  - 5月 半原信用組合に変更
  - 12月 相北支店開設
- 1965年9月 中津支店開設
- 1966年8月 津久井町収納代理店に指定
- 1968年6月 神奈川県税取扱店の許可を受ける
- 1971年7月 小島義明理事長退任、新理事長に大矢孝就任
- 1979年11月 相北支店新築落成
- 1980年8月 預金残高100億円達成
- 1982年5月 自営オンライン預金業務開始
- 1983年11月 依知支店開設
- 1987年
  - 7月 大矢孝理事長退任、新理事長に小島民章就任
  - 9月 預金残高200億円達成
- 1988年9月 相模湖支店開設
- 1991年12月 預金残高300億円達成
- 1993年10月 津久井湖支店開設
- 1996年10月 本店新築落成
- 1998年10月 ATMの日曜・祭日稼働開始
- 2000年4月 監督官庁が県から国へ移管
- 2003年10月 小島民章理事長退任、新理事長に井上勉就任
- 2006年
  - 3月 津久井町、相模湖町が相模原市に編入合併されるとともに相模原市税等の取り扱い開始
  - 8月 預金残高400億円達成
- 2007年3月 城山町、藤野町が相模原市に編入合併される
- 2011年
  - 5月6日 相愛信用組合に名称変更
  - 7月 井上勉理事長が理事会長に就任、八木公平専務理事が新理事長就任
- 2014年2月 「経営革新等支援機関」として、経済産業大臣より認定を受ける
- 2016年
  - 6月 井上勉理事会長が理事会長を退任し、顧問に就任
  - 9月16日 依知支店を中津支店に、相模湖支店を相北支店に統合
- 2016年
  - 2月19日 中津支店は本店に、本店は半原支店に名称変更
- 2022年
  - 2月14日半原支店が本店内に移転　津久井湖支店が相北支店内に移転